# Kids’ Choice Awards (2013)
26-я ежегодная премия Nickelodeon Kids’ Choice Awards 2013 (Никелодеон Кидс Чойс Эвордс 2013) состоялась 23 марта 2013 года в 8 вечера, в Galen Center. Ведущим был Джош Дюамель. Также в этом году появился российский сайт премии где, а также новая номинация «Лучший российский исполнитель».

## Номинанты и исполнители, и трюки для KCA 2012

### Ведущие
| Джош Дюамель |
|              |

### Люди, вручавшие награды
| Миранда Косгроув |

| Эшли Тисдейл |

### Специальные гости
| Аманда Сейфрид |
| Джош Хатчерсон |
| Ферги          |
| Стивен Тайлер  |
| Скотт Байо     |
| Меган Фокс     |
| Джерри Трейнор |

| Ник Кэннон         |
| Рико Родригес      |
| Даррен Крисс       |
| Мелисса Беноист    |
| The Miz            |
| София Грейс и Рози |

### Исполнители
| Исполнитель                | Песня                   |
| -------------------------- | ----------------------- |
| Pitbull & Кристина Агилера | «Feel This Moment»      |
| Ke$ha                      | «We R Who We R»/«C’Mon» |

## Номинации

### Телевидение
| ТВ шоу                       | Результат |
| ---------------------------- | --------- |
| Виктория-победительница      | Победа    |
| Волшебники из Вэйверли Плэйс | Номинация |
| АйКарли                      | Номинация |
| Держись, Чарли!              | Номинация |

| Актёр ТВ                                       | Результат |
| ---------------------------------------------- | --------- |
| Джейк Ти Остин из Волшебники из Вэйверли Плэйс | Номинация |
| Лукас Крукшенк из Марвин Марвин                | Номинация |
| Росс Линч из Остин и Элли                      | Победа    |
| Карлос Пена из Биг Тайм Раш                    | Номинация |

| Актриса ТВ                                   | Результат |
| -------------------------------------------- | --------- |
| Миранда Косгроув из АйКарли                  | Номинация |
| Селена Гомес из Волшебники из Вэйверли Плэйс | Победа    |
| Бриджит Мендлер из Держись, Чарли!           | Номинация |
| Виктория Джастис из Виктория-победительница  | Номинация |

| Риалити-шоу          | Результат |
| -------------------- | --------- |
| American Idol        | Номинация |
| The Voice            | Номинация |
| Wipeout              | Победа    |
| America’s Got Talent | Номинация |

| Мультсериал                | Результат |
| -------------------------- | --------- |
| Финес и Ферб               | Номинация |
| Волшебные родители         | Номинация |
| Том и Джерри               | Номинация |
| Губка Боб Квадратные Штаны | Победа    |

### Фильм
| Фильм              | Результат |
| ------------------ | --------- |
| Голодные игры      | Победа    |
| Новый Человек-паук | Номинация |
| Дневник слабака-3  | Номинация |
| Мстители           | Номинация |

| Актёр кино                          | Результат |
| ----------------------------------- | --------- |
| Эндрю Гарфилд из Новый Человек-паук | Номинация |
| Захари Гордон из Дневник слабака-3  | Номинация |
| Джонни Депп из Мрачные тени         | Победа    |
| Уилл Смит из Люди в чёрном 3        | Номинация |

| Актёр кино                                          | Результат |
| --------------------------------------------------- | --------- |
| Роберт Дауни-младший из Мстители                    | Номинация |
| Дуэйн Джонсон из Путешествие 2: Таинственный остров | Победа    |
| Эндрю Гарфилд из Новый Человек-паук                 | Номинация |
| Крис Хемсворт из Тор: Царство тьмы                  | Номинация |

| Актриса кино                                          | Результат |
| ----------------------------------------------------- | --------- |
| Ванесса Хадженс из Путешествие 2: Таинственный остров | Номинация |
| Кристен Стюарт из Сумерки. Сага: Рассвет — Часть 2    | Победа    |
| Скарлетт Йоханссон из Мстители                        | Номинация |
| Дженнифер Лоуренс из Голодные игры                    | Номинация |

| Актриса кино                                       | Результат |
| -------------------------------------------------- | --------- |
| Энн Хэтэуэй из Тёмный рыцарь: Возрождение легенды  | Номинация |
| Скарлетт Йоханссон из Мстители                     | Номинация |
| Дженнифер Лоуренс из Голодные игры                 | Номинация |
| Кристен Стюарт из Сумерки. Сага: Рассвет — Часть 2 | Победа    |

| Анимационный полнометражный фильм          | Результат |
| ------------------------------------------ | --------- |
| Храбрая сердцем                            | Номинация |
| Ледниковый период 4: Континентальный дрейф | Номинация |
| Мадагаскар 3                               | Номинация |
| Ральф                                      | Победа    |

| Голос герой из анимационного полнометражного фильма          | Результат |
| ------------------------------------------------------------ | --------- |
| Тейлор Свифт озвучивает героя из фильма Лоракс               | Номинация |
| Крис Рок озвучивает героя из фильма Мадагаскар 3             | Номинация |
| Адам Сэндлер озвучивает героя из фильма Монстры на каникулах | Победа    |
| Бен Стиллер озвучивает героя из фильма Мадагаскар 3          | Номинация |

### Музыка
| Певец         | Результат |
| ------------- | --------- |
| Ашер          | Номинация |
| Джастин Бибер | Победа    |
| Блэйк Шелтон  | Номинация |
| Бруно Марс    | Номинация |

| Певица       | Результат |
| ------------ | --------- |
| P!nk         | Номинация |
| Адель        | Номинация |
| Тейлор Свифт | Номинация |
| Katy Perry   | Победа    |

| Музыкальная группа | Результат |
| ------------------ | --------- |
| One Direction      | Победа    |
| Big Time Rush      | Номинация |
| Maroon 5           | Номинация |
| Bon Jovi           | Номинация |

| Песня                                                            | Результат |
| ---------------------------------------------------------------- | --------- |
| «Gangnam Style» исполняет PSY                                    | Номинация |
| «Call Me Maybe» исполняет Карли Рэй Джепсен                      | Номинация |
| «What Makes You Beautiful» исполняет One Direction               | Победа    |
| «We Are Never Ever Getting Back Together» исполняет Тейлор Свифт | Номинация |

### Спорт
| Спортсмен     | Результат |
| ------------- | --------- |
| Леброн Джеймс | Победа    |
| Тим Тибоу     | Номинация |
| Майкл Фелпс   | Номинация |
| Шон Уайт      | Номинация |

| Спортсменка     | Результат |
| --------------- | --------- |
| Габриэль Дуглас | Номинация |
| Серена Уильямс  | Номинация |
| Даника Патрик   | Победа    |
| Винус Уильямс   | Номинация |

### Другие номинации
| Злодей                                     | Результат |
| ------------------------------------------ | --------- |
| Саймон Коуэлл из The X Factor (США)        | Победа    |
| Рид Александер из АйКарли                  | Номинация |
| Том Хиддлстон из Мстители                  | Номинация |
| Джулия Робертс из Белоснежка: Месть гномов | Номинация |

| Приложение  | Результат |
| ----------- | --------- |
| Angry Birds | Номинация |
| Fruit Ninja | Номинация |
| Temple Run  | Победа    |
| Minecraft   | Номинация |

| Серия книг                | Результат |
| ------------------------- | --------- |
| Дневник слабака           | Номинация |
| Голодные игры             | Победа    |
| Гарри Поттер              | Номинация |
| Волшебный домик на дереве | Номинация |

| Видео игра         | Результат |
| ------------------ | --------- |
| Wii Sports         | Номинация |
| Skylanders: Giants | Номинация |
| Mario Kart 7       | Номинация |
| Just Dance 4       | Победа    |

## 2013 Kids’ Choice Awards в других странах
26 ежегодная премия Nickelodeon Kids' Choice Awards 2013 (Никелодеон Кидс Чойс Эвордс 2012) премия состоится по всему миру: от США до Южной Африки. В каждой из стран своё время трансляции премии и в некоторых свои номинации. Ведущим был Джош Дюамель.

## Показ в странах
KCA-2013 будут показывать по всему миру: от США до Южной Африки. В каждой из стран своё время трансляции премии. На основном же сайте голосования висят баннеры разных стран.
| Страна                     | Канал                                  | Дата показа    | Время показа |
| -------------------------- | -------------------------------------- | -------------- | ------------ |
| США                        | Nickelodeon                            | 23 марта, 2013 | 8:00PM ET/PT |
| Канада                     | Nickelodeon Canada                     | 23 марта, 2013 | 8:00PM ET/PT |
| Канада                     | YTV                                    | 29 марта, 2013 | 7:00PM ET/PT |
| Великобритания · Ирландия  | Nickelodeon UK                         | 24 марта, 2013 | 6:00PM       |
| Австралия · Новая Зеландия | Nickelodeon Australia                  | 24 марта, 2013 | 6:00PM       |
| Австрия                    | Nickelodeon Austria                    | 24 марта, 2013 | 6:00PM       |
| Германия                   | Nickelodeon Germany                    | 24 марта, 2013 | 6:00PM       |
| Нидерланды                 | Nickelodeon Netherlands                | 24 марта, 2013 | 6:00PM       |
| Бельгия (Flanders)         | Nickelodeon Flanders                   | 24 марта, 2013 | 6:00PM       |
| Польша                     | Nickelodeon Poland                     | 24 марта, 2013 | 8:00PM       |
| Израиль                    | Nickelodeon Israel                     | 25 марта, 2013 | 4:00PM       |
| Индонезия                  | Nickelodeon Asia                       | 25 марта, 2013 | 5:00PM       |
| Швеция                     | Nickelodeon Sweden                     | 25 марта, 2013 | 5:00PM       |
| Малайзия                   | Nickelodeon Asia                       | 25 марта, 2013 | 6:00PM       |
| Сингапур                   | Nickelodeon Asia                       | 25 марта, 2013 | 6:00PM       |
| Дания                      | Nickelodeon Denmark                    | 25 марта, 2013 | 7:00PM       |
| Россия                     | Nickelodeon Russia                     | 25 марта, 2013 | 7:15PM       |
| Норвегия                   | Nickelodeon (Norway)                   | 26 марта, 2013 | 7:00PM       |
| Бразилия                   | Nickelodeon Brazil                     | 26 марта, 2013 | 7:00PM       |
| Мексика                    | Nickelodeon Latin America              | 26 марта, 2013 | 8:30PM       |
| Колумбия                   | Nickelodeon Latin America              | 26 марта, 2013 | 8:30PM       |
| Аргентина                  | Nickelodeon Latin America              | 26 марта, 2013 | 8:30PM       |
| Венесуэла                  | Nickelodeon Latin America              | 26 марта, 2013 | 9:00PM       |
| Португалия                 | Nickelodeon Portugal                   | 27 марта, 2013 | 5:20PM       |
| Франция                    | Nickelodeon France                     | 27 марта, 2013 | 6:00PM       |
| Венгрия                    | Nickelodeon (Hungary)                  | 27 марта, 2013 | 6:00PM       |
| Чехия                      | Nickelodeon (Central & Eastern Europe) | 27 марта, 2013 | 6:00PM       |
| Испания                    | Nickelodeon (Spain)                    | 27 марта, 2013 | 6:20PM       |
| Румыния                    | Nickelodeon (Romania)                  | 27 марта, 2013 | 7:00PM       |
| Италия                     | Nickelodeon Italy                      | 27 марта, 2013 | 8:30PM       |
| Республика Корея           | Nickelodeon (South Korea)              | 3 апреля, 2013 | 8:30PM       |
| Филиппины                  | Nickelodeon (Philippines)              | 6 апреля, 2013 | 10:00AM      |